# Kold mælk
Kold mælk er en dansk dokumentarfilm fra 1968.

## Handling
Filmen viser muligheder for rationalisering af mælketransporten fra producent til mejeri, dels anvendelse af skiftespandesystemet og dels tankopbevaring og tankafhentning. Der belyses en række forhold, som skal tilgodeses ved overgang til tankopbevaring og tankvognstransport af mælk.